# Розенберг, Грете
Грете Розенберг (нем. Grete Rosenberg; 7 октября 1896, Ганновер, Пруссия — 5 февраля 1979, Хильдесхайм) — немецкая пловчиха, призёр летних Олимпийских игр 1912 года.
На соревнованиях по плаванию на Летних Олимпийских играх в Стокгольме Розенберг в команде с Валли Дрессель, Хермине Штиндт и Луизой Отто завоевала серебряную медаль в эстафете 4×100 метров (англ) с результатом 6 мин 4,6 с.